# Hey Ram
Hey Ram é um filme de drama indiano de 2000 dirigido por Kamal Haasan. 
Foi selecionado como representante da Índia à edição do Oscar 2001, organizada pela Academia de Artes e Ciências Cinematográficas.

## Elenco
- Kamal Haasan - Saket Ram Iyengar (híndi) / Saketharaman Iyengar (tâmil)
- Shah Rukh Khan - Amjad Ali Khan
- Rani Mukerji - Aparna Saketharaman Iyengar
- Hema Malini - Ambujam Iyengar